# Гребен (планина)
Гребен је крашка планина која се налази у југоисточној Србији, недалеко од Димитровграда и Пирота, крај Звоначке Бање. Простире се у дужини од око 10km, од планине Руј на југоистоку, до Влашке планине, са којом формира атрактивни кањон Јерме, на северозападу. Највиши врх јој је Бежениште (1338m нмв), а сама планина је безводна и огољена са ретким шумама.
Планина представља дугачки и узани масив који је у завршном горњем делу назубљена стеновита маса, са неколико већих вршака и једним компактнијим делом где је највиши врх, до кога због тога није лако доћи. Масив је у доњем делу обрастао шумом, углавном буковом. Изнад шуме, камени масив је карактеристичног облика,због чега је препознатљив издалека. Југозападна страна масива, која се види из Звоначке бање, изразитих је и окомитих стена, док се на супротној источној страни шуме уздижу до високо уз стене. У подгорини масива су и стрме ливаде, где сусмештена насеља, представљена добрим делом напуштеним и оронулим кућама. Источна подгорина гребена назива се Подгребен. 
Од Беженишта гребен се спушта на обе стране, према кањону Јерме, до висине од 1 000 m, односно на другој страни, пратећи узводно ток Јерме до границе са Бугарском, где је на самој граници врх Голеш (1 156 m). 
Успон на највиши врх Гребена планинари изводе са две стране, са североисточне, од села Поганова, преко села Драговите, или са супротне, југозападне стране, од села Трнских Одораваца.
На њеним обронцима, налазе се манастири из 14. века:
- Поганово (задужбина Константина Дејановића и његове ћерке, византијске царице, Јелене Драгаш)
- Муштар

## Галерија
- Гребен планина виђена из долине реке Јерме.